# Waldemar Szlendak
Waldemar Szlendak (ur. 16 maja 1952) – polski lekkoatleta, sprinter i płotkarz, medalista Letniej Uniwersjady (1975) i mistrzostw Polski, reprezentant kraju.

## Kariera sportowa
Był zawodnikiem AZS Warszawa.
Jego największym sukcesem na arenie międzynarodowej był złoty medal Letniej Uniwersjady w 1975 w sztafecie 4 x 400 metrów (z Jerzym Heweltem, Waldemarem Gondkiem i Jerzym Pietrzykiem), z czasem 3:09,14. Reprezentował także Polskę na halowych mistrzostwach Europy w 1976, gdzie odpadł w eliminacjach biegu na 400 m, z czasem 49,06
Na mistrzostwach Polski seniorów na otwartym stadionie wywalczył pięć medali: jeden srebrny w sztafecie 4 x 400 metrów w 1974 oraz cztery brązowe: w sztafecie 4 x 400 metrów w 1975 i 1976 oraz w biegu na 400 metrów ppł w 1974 i w 1976). Na halowych mistrzostwach Polski seniorów zdobył dwa srebrne medale w biegu na 400 metrów (1974 i 1976).
Rekordy życiowe:
- 400 m: 47,57 (14.07.1975)
- 400 m ppł: 51,07 (23.08.1975)